# Ariadne (kráter)
Ariadne je impaktní kráter na planetě Venuši pojmenovaný po postavě z řecké mytologie, která se česky jmenuje Ariadna, řecky Ariadné. Dcera krétského krále Mínóa a jeho manželky Pásifaé. Zamilovala se do hrdiny Thésea, který díky Ariadnině niti našel cestu z Mínotaurova labyrintu.
Kráter má průměr přibližně 23,6 kilometru, tloušťka valu obklopující kráter je asi 3 kilometry. Kráter poprvé ve vyšším rozlišení snímkovala sonda Magellan, která odstartovala v roce 1989 a k Venuši dorazila v roce 1990. Centrální vrchol tohoto kráteru slouží jako základní poledník pro tuto planetu. Původně základní neboli též nultý poledník pro planetu Venuši  procházel kráterem Eve, ale byl přemístěn právě na kráter Ariadne.